# L'uomo dietro il campione
L'uomo dietro il campione è un singolo del cantautore italiano Diodato, pubblicato il 14 maggio 2021.

## Descrizione
Il brano fa parte della colonna sonora del film Il Divin Codino che ripercorre la carriera di Roberto Baggio.

## Video musicale
Il video, diretto dagli YouNuts!, è stato pubblicato contestualmente all'uscita del singolo sul canale YouTube del cantautore e vede la partecipazione di Baggio.

## Tracce
Testi di Diodato.
1. L'uomo dietro il campione – 3:30